# Bernd Schreiber (Radsportler)
Bernd Schreiber (* 19. September 1948 in Berlin) ist ein ehemaliger deutscher Radrennfahrer und nationaler Meister im Radsport.

## Sportliche Laufbahn
Seit 1962 betrieb Schreiber aktiv Radsport. Bei den DDR-Meisterschaften der Jugendklasse A 1966 gewann er sowohl den Titel in der Einerverfolgung als auch in der Mannschaftsverfolgung. Zwei Titel gewann er bei den Rennen der Kinder- und Jugendspartakiaden. Er startete für den SC Dynamo Berlin. Sein Trainer in den Jugendklassen war Peter Becker, der später auch Jan Ullrich trainierte.
Schreiber wurde 1967, 1968 und 1970 DDR-Meister in der Mannschaftsverfolgung (u. a. mit Heinz Richter, der ebenfalls bei allen drei Meisterschaften Mitglied im Vierer war). 1969 wurde er mit seinem Team Zweiter der Meisterschaft. Im selben Jahr wurde er in die Nationalmannschaft der DDR berufen und startete bei den UCI-Bahn-Weltmeisterschaften in der Mannschaftsverfolgung, wobei sein Team den 5. Platz belegte. Sein bestes Ergebnis in der Einerverfolgung bei den DDR-Meisterschaften war der fünfte Rang 1969. 1971 beendete er seine leistungssportliche Karriere.

## Berufliches
Nach seiner Karriere eröffnete Schreiber ein Fahrradgeschäft in Birkenwerder bei Berlin.